# Would You?
Singles de Iris
Wonderful
(2011) Welcome to my world
(2012)
Would You? (Voudrais-tu ?) est la chanson de l'artiste belge Iris qui représente la Belgique au Concours Eurovision de la chanson 2012 à Bakou, en Azerbaïdjan.

## Eurovision 2012
La chanson est sélectionnée le 17 mars 2012 lors d'une finale nationale sur la chaîne belge flamande Één.
Elle participe à la première demi-finale du Concours Eurovision de la chanson 2012, le 22 mai 2012.